# Decese în 2019
Această pagină conține o listă de personalități care au decedat în cursul anului 2019.
- Numele acestora sunt raportate după data decesului, în ordine alfabetică după nume sau pseudonim.
- Numele, vârsta, naționalitate, despre ce subiect a fost menționat, cauza morții (dacă este cunoscută) și referința.

## Ianuarie
- 1 ianuarie: Iuri Arțutanov, 89 ani, inginer rus (n. 1929)
- 1 ianuarie: Teodor Dima, 79 ani, filosof și logician român (n. 1939)
- 1 ianuarie: Lazăr Lădariu, 79 ani, politician român (n. 1939)
- 2 ianuarie: Nicolae Szoboszlay, 93 ani, fotbalist român (n. 1925)
- 3 ianuarie: Nicolae-Marian Iorga, 72 ani, senator român (n. 1946)
- 5 ianuarie: Emil Brumaru, 80 ani, poet român (n. 1938)
- 5 ianuarie: Eugeniu Iordăchescu, 89 ani, inginer constructor român (n. 1929)
- 7 ianuarie: Moshe Arens, 93 ani, inginer, diplomat și om politic de centru-dreapta din Israel, de origine lituaniano-americană (n. 1925)
- 8 ianuarie: Cornel Trăilescu, 92 ani, dirijor și compozitor român (n. 1926)
- 9 ianuarie: Verna Bloom, 80 ani, actriță americană (n. 1938)
- 9 ianuarie: Ildikó Jarcsek-Zamfirescu, 74 ani, actriță română de film și teatru (n. 1944)
- 9 ianuarie: Iulian Văcărel, 90 ani, economist român (n. 1928)
- 11 ianuarie: Michael Atiyah, 89 ani, matematician britanic cu rădăcini libaneze, unul dintre cei mai importanți ai secolului XX (n. 1929)
- 13 ianuarie: Phil Masinga (Philemon Raul Masinga), 49 ani, fotbalist sud-african (n. 1969)
- 14 ianuarie: Paweł Adamovicz, 53 ani, politician polonez (n. 1965)
- 16 ianuarie: Amalia Kahana-Carmon, 93 ani, scriitoare israeliană  (n. 1926)
- 16 ianuarie: Mirjam Pressler, 78 ani, scriitoare și traducătoare germană (n. 1940)
- 17 ianuarie: Emil Dumitrescu, 84 ani, amiral român (n. 1935)
- 20 ianuarie: Evloghios Hessler, 83 ani, mitropolit german (n. 1935)
- 21 ianuarie: Henri, Conte de Paris, Duce de Franța, 85 ani, pretendent orléanist la tronul Franței (n. 1933)
- 21 ianuarie: Emiliano Sala, 28 ani, fotbalist argentinian (n. 1990)
- 26 ianuarie: Michel Legrand, 86 ani, compozitor, aranjor, dirijor și pianist francez, de origine armeană (n. 1932)
- 28 ianuarie: Florea Puiu Simion, 83 ani, rapsod popular din Teleorman (n. 1935)
- 29 ianuarie: Yaron Ezrahi, 78 ani, filozof și politolog israelian (n. 1940)
- 30 ianuarie: George Ostafi, 57 ani, artist plastic român (n. 1961)

## Februarie
- 2 februarie: Carol Emshwiller, 97 ani, scriitoare americană de literatură științifico-fantastică (n. 1921)
- 4 februarie: George Stanca, 71 de ani, poet și publicist român (n. 1947)
- 5 februarie: Václav Vorlíček, 88 ani, regizor de film ceh (n. 1930)
- 6 februarie: Rudi Assauer, 74 ani, fotbalist german (n. 1944)
- 6 februarie: Hans-Eckehard Bahr, 91 ani, teolog evanghelic german (n. 1928)
- 6 februarie: Ion Brad, 89 ani, diplomat, poet, eseist, romancier, memorialist, traducător și scriitor român (n. 1929)
- 6 februarie: Manfred Eigen, 91 ani, chimist german, laureat al Premiului Nobel (1967), (n. 1927)
- 6 februarie: Rosamunde Pilcher, 94 ani, scriitoare britanică (n. 1924)
- 7 februarie: Albert Finney, 82 ani, actor englez (n. 1936)
- 12 februarie: Gordon Banks, 81 ani, fotbalist englez, campion mondial (1966), (n. 1937)
- 13 februarie: Dezső Tandori, 80 ani, scriitor, poet și publicist maghiar (n. 1938)
- 16 februarie: Charles Mungoshi, 71 ani, scriitor din Zimbabwe (n. 1947)
- 17 februarie: Maria Teslaru, 63 ani, actriță română de teatru (n. 1955)
- 19 februarie: Karl Lagerfeld, 85 ani, designer vestimentar francez, fotograf și costumier de origine germană (n. 1933)
- 20 februarie: Kemal Karpat, 94 ani, istoric turc născut în România (n. 1925)
- 20 februarie: Boris Vieru, 61 ani, jurnalist și politician din Republica Moldova (n. 1957)
- 22 februarie: Robert Tine, 64 ani, scriitor american de literatură științifico-fantastică (n. 1955)
- 23 februarie: Krzysztof Birkenmajer, 90 ani, geolog polonez (n. 1929)
- 23 februarie: Stanley Donen, 94 ani, regizor american și coregraf (n. 1924)
- 24 februarie: Donald Keene,  96 ani, niponolog american (n. 1922)
- 25 februarie: Alexandr Tihonov, 80 ani, farmacist ucrainean (n. 1938)
- 27 februarie: Doug Sandom, 89 ani, bateristul trupei engleze de rock The Who (n. 1930)

## Martie
- 1 martie: Jores Ivanovici Alfiorov, 88 ani, fizician rus, laureat al Premiului Nobel (2000), (n. 1930)
- 3 martie: János Koós, 81 ani, muzician maghiar din România (n. 1937)
- 3 martie: Dimitrios Koulourianos, 88 ani, om politic grec (n. 1930)
- 3 martie: Gheorghe Udubașa, 80 ani, geolog român (n. 1938)
- 4 martie: Jean Starobinski, 98 ani, teoretician și critic literar elvețian (n. 1920)
- 5 martie: Ion Milovan, 69 ani, handbalist și antrenor român (n. 1949)
- 5 martie: Doru Popovici, 87 ani, compozitor, muzicolog, scriitor și ziarist român (n. 1932)
- 6 martie: Guillaume Faye, 69 ani, jurnalist și scriitor francez (n. 1949)
- 9 martie: Bernard Binlin Dadié, 103 ani, om politic și scriitor de limbă franceză din Coasta de Fildeș (n. 1916)
- 9 martie: Viorel Mardare, 37 ani, regizor și cineast din Republica Moldova (n. 1981)
- 10 martie: Gheorghe Naghi, 86 ani, regizor de film și actor român (n. 1932)
- 12 martie: Roxana Sorescu, 75 ani, cercetător științific, traducător, critic și istoric literar român (n. 1943)
- 13 martie: Frank Cali, 53 ani, mafiot american (n. 1965)
- 14 martie: George Litarczek, 93 ani, medic, profesor universitar, membru de onoare al Academiei Române (n. 1925)
- 15 martie: Márcia Real, 88 ani, actriță braziliană de film și de dublaj (n. 1931)
- 16 martie: Gilbert Hottois, 72 ani, profesor și filosof belgian (n. 1946)
- 17 martie: Richie Ryan, 90 ani, politic irlandez, membru al Parlamentului European (1973), (n. 1929)
- 18 martie: Egon Balas, 96 ani, matematician și economist român (n. 1922)
- 18 martie: Nicolae Oleinic, 76 ani, politician din R. Moldova (n. 1943)
- 19 martie: John Carl Buechler, 66 ani, regizor american de film, actor, machior și artist de efecte speciale (n. 1952)
- 20 martie: Anatoli Adoskin, 91 ani, actor rus de film și teatru (n. 1927)
- 22 martie: Jean Dercourt, 84 ani, geolog francez (n. 1935)
- 22 martie: Radu Penciulescu, 88 ani, regizor român de teatru (n. 1930)
- 23 martie: Tudor Caranfil, 87 ani, critic român de film, realizator de emisiuni TV și istoric de film (n. 1931)
- 23 martie: Rafi Eitan, 92 ani, militar, ofițer de informații și politician israelian (n. 1926)
- 24 martie: Cornelia Tăutu, 81 ani, compozitoare română (n. 1938)
- 25 martie: Stylianos Harkianakis, 83 ani, arhiepiscop ortodox grec (n. 1935)
- 27 martie: Valeri Bîkovski, 84 ani, cosmonaut rus (n. 1934)
- 28 martie: Zina Dumitrescu, 82 ani, creatoare română de modă (n. 1936)
- 29 martie: Dumitru Nicolae, 79 ani, inginer și politician român (n. 1940)
- 29 martie: Dieter Schlesak, 84 ani, scriitor german originar din România (n. 1934)
- 29 martie: Agnès Varda, 90 ani, regizor belgian de film (n. 1928)
- 31 martie: Eva Moser, 36 ani, jucătoare austriacă de șah (n. 1982)

## Aprilie
- 1 aprilie: Vonda N. McIntyre, 70 ani, autor american de literatură SF (n. 1948)
- 1 aprilie: Vladimir Orlov, 90 ani, violoncelist român (n. 1928)
- 5 aprilie: Sydney Brenner, 92 ani, biolog sud-african, laureat al Premiului Nobel (2002), (n. 1927)
- 6 aprilie: David J. Thouless, 84 ani, fizician englez specializat în studiul materiei condensate, laureat al Premiului Nobel (2016), (n. 1934)
- 12 aprilie: Georgia Engel, 70 ani, actriță americană (n. 1948)
- 14 aprilie: Gene Wolfe, 87 ani, scriitor american de SF și fantasy (n. 1931)
- 15 aprilie: Owen Garriott, 88 ani, inginer american (n. 1930)
- 16 aprilie: Ferenc Bács, 82 ani, actor maghiar de teatru și film (n. 1936)
- 16 aprilie: Valentin Plătăreanu, 83 ani, actor româno-german și profesor de actorie (n. 1936)
- 19 aprilie: Lorraine Warren, 92 ani, clarvăzătoare profesionistă și medium americană (n. 1927)
- 21 aprilie: Ken Kercheval, 83 ani, actor american (Dallas, Network, The Seven-Ups), (n. 1935)
- 21 aprilie: Arie M. Oostlander, 83 ani, om politic olandez (n. 1936)
- 23 aprilie: Jean, Mare Duce de Luxemburg (n. Jean Benoît Guillaume Robert Antoine Louis Marie Adolphe Marc d'Aviano), 98 ani, mare duce de Luxemburg (1964-2000), (n. 1921)
- 23 aprilie: Johan Witteveen, 97 ani, economist olandez, director al FMI (1973–1978), (n. 1921)
- 24 aprilie: Claude Delcroix, 87 ani, om politic belgian (n. 1931)
- 24 aprilie: Jean-Pierre Marielle, 87 ani, actor francez de film (n. 1932)
- 24 aprilie: Marius Guran, 82 ani, inginer, specialist în calculatoare, unul din pionierii informaticii românești (n. 1936)
- 29 aprilie: Răzvan Ciobanu, 43 ani, creator de modă român (n. 1976)

## Mai
- 2 mai: Ilinca Tomoroveanu, 77 ani, actriță română de teatru și film (n. 1941)
- 10 mai: Alfredo Pérez Rubalcaba, 67 ani, om politic spaniol (n. 1951)
- 11 mai: Peggy Lipton, 72 ani, actriță americană de film (n  1946)
- 11 mai: Gianni De Michelis, 78 ani, om politic italian, membru al Parlamentului European (2004–2009), (n. 1940)
- 13 mai: Doris Day, 97 ani, actriță americană de film și cântăreață (n. 1922)
- 13 mai: Stanton T. Friedman, 84 ani, ufolog și fizician american (n. 1934)
- 13 mai: Micaela Ghițescu (n. Micaela Alexandra Ghițescu), 87 ani, traducătoare română (n. 1931)
- 14 mai: Grumpy Cat, 7 ani, una dintre cele mai populare pisici din mediul online (n. 2012)
- 15 mai: Charles Kittel, 102 ani, fizician american (n. 1916)
- 15 mai: Alla Klyshta, 33 ani, dansatoare ucraineană (n. 1985)
- 16 mai: Ieoh Ming Pei, 102 ani, arhitect american de origine chineză (n. 1917)
- 17 mai: Neville Lederle, 80 ani, pilot sud-african de Formula 1 (n. 1938)
- 20 mai: Niki Lauda (n. Andreas Nikolaus Lauda), 70 ani, pilot austriac de Formula 1 (n. 1949)
- 20 mai: Remus Opriș (n. Remus Constantin Opriș), 60 ani, deputat român (1990-2000), (n. 1958)
- 22 mai: Judith Kerr, (n. Anna Judith Gertrud Helene Kerr), 95 ani, autoare britanică de origine germană (n. 1923)
- 24 mai: Murray Gell-Mann, 95 ani, fizician evreu-american, laureat al Premiului Nobel (1969), (n. 1929)
- 25 mai: Nicolae Pescaru, 76 ani, fotbalist român (n. 1943)
- 27 mai: Petru Cărare, 84 ani, poet, prozator, publicist și dramaturg din Republica Moldova (n. 1935)

## Iunie
- 1 iunie: José Antonio Reyes, 35 ani, fotbalist spaniol (n. 1983)
- 1 iunie: Michel Serres, 88 ani, filosof francez (n. 1930)
- 2 iunie: Alan Rollinson, 76 ani, pilot englez de Formula 1 (n. 1943)
- 3 iunie: Agustina Bessa-Luís, 97 ani, scriitoare portugheză (n. 1922)
- 3 iunie: Jacek Izydor Fisiak, 83 ani, filolog polonez (n. 1936)
- 7 iunie: Elisabeta Ionescu, 66 ani, handbalistă română (n. 1953)
- 13 iunie: Edith González, 54 ani, actriță mexicană (n. 1964)
- 13 iunie: Joyce Pensato, 78 ani, artist plastic american (n. 1941)
- 14 iunie: S. Sivasubramanian, 82 ani,  politician indian (n. 1937)
- 15 iunie: Wilhelm Holzbauer, 88 ani, arhitect austriac (n. 1930)
- 15 iunie: Franco Zeffirelli (n. Gianfranco Corsi Zeffirelli), 96 ani, realizator, scenarist, producător și actor italian (n. 1923)
- 17 iunie: Mohamed Morsi (n. Mohamed Morsi Muhammad Morsi Isa Al-Ayyat), 67 ani, politician egiptean, președinte al Egiptului (2012–13), (n. 1951)
- 18 iunie: Pavel Chihaia, 97 ani, eseist, romancier și istoric de artă român contemporan (n. 1922)
- 20 iunie: Dumitru Focșeneanu, 83 ani, bober român (n. 1935)
- 21 iunie: Dimítris Christófias, 72 ani, om politic cipriot, președinte al Republicii Cipru (2008-2013), (n. 1946)
- 25 iunie: Alla Pokrovskaia, 81 ani, actriță sovietică și rusă (n. 1937)
- 25 iunie: Eurig Wyn, 74 ani, om politic britanic, membru al Parlamentului European (1999–2004), (n. 1944)
- 27 iunie: Jharna Dhara Chowdhury, 81 ani, activist social din Bangladesh (n. 1938)
- 28 iunie: Lisa Martinek (n. Lisa Wittich), 47 ani, actriță germană (n. 1972)
- 29 iunie: Gunilla Pontén (n. Ellen Gunilla Margareta Pontén), 90 ani, designer de modă suedez (n. 1929)
- 30 iunie: Elena Arnăuțoiu (n. Elena Ion), 100 ani, simbol al rezistenței anticomuniste din România (n. 1919)
- 30 iunie: Guillermo Mordillo, 86 ani, artist plastic argentinian (n. 1932)

## Iulie
- 4 iulie: Eva Mozes Kor, 85 ani, cetățeană americană de origine evreiască, supraviețuitoare a Holocaustului (n. 1934)
- 5 iulie: Nicolae Gudea, 77 ani, arheolog român (n. 1941)
- 6 iulie: Cameron Boyce, 20 ani, actor american (n. 1999)
- 6 iulie: João Gilberto (n. João Gilberto Prado Pereira de Oliveira), 88 ani, cântăreț, compozitor și chitarist brazilian (bossa-nova), (n. 1931)
- 7 iulie: Vlassis G. Rassias, 60 ani, scriitor, editor, lider și activist grec (n. 1959)
- 9 iulie: Fernando de la Rúa, 81 ani, politician argentinian, președinte (1999–2001), (n. 1937)
- 9 iulie: Rip Torn, 88 ani, actor american de film (n. 1931)
- 10 iulie: Valentina Cortese, 96 ani, actriță italiană (n. 1923)
- 11 iulie: Damian Crâșmaru, 88 ani, actor român de teatru și film (n. 1931)
- 12 iulie: Fernando Corbató, 93 ani, informatician american, cunoscut ca pionier în domeniul dezvoltării sistemelor de operare cu partajare a timpului (n. 1926)
- 15 iulie: Rex Richards, 96 ani, chimist britanic (n. 1922)
- 16 iulie: Rosa María Britton, 83 ani, scriitoare panameză (n. 1936)
- 17 iulie: Andrea Camilleri, 93 ani, scenarist, regizor de teatru și televiziune, scriitor italian (n. 1925)
- 18 iulie: David Hedison (n. Albert David Hedison Jr.), 92 ani, actor american (n. 1927)
- 19 iulie: Rutger Hauer (n. Rutger Oelsen Hauer), 75 ani, actor olandez de film (n. 1944)
- 19 iulie: Ágnes Heller, 90 ani, scriitoare maghiară (n. 1929)
- 19 iulie: César Pelli, 92 ani, arhitect argentiniano-american (n. 1926)
- 19 iulie: Werner Söllner, 67 ani, poet german (n. 1951)
- 20 iulie: Ilaria Occhini, 85 ani, actriță italiană de film (n. 1934)
- 22 iulie: Yukiya Amano, 72 ani, diplomat japonez (n. 1947)
- 22 iulie: Christopher C. Kraft Jr., 95 ani,  inginer aerospațial american (n. 1924)
- 25 iulie: Béji Caïd Essebsi, 92 ani, avocat, politician și diplomat tunisian, președinte (2014–2019), (n. 1926)
- 26 iulie: Vasile Ion, 69 ani,  senator român (n. 1950)
- 26 iulie: Russell "Russi" Taylor, 75 ani, actriță de voce americană (Minnie Mouse), (n. 1944)
- 27 iulie: John Robert Schrieffer, 88 ani, fizician american, laureat al Premiului Nobel (1972), (n. 1931)
- 28 iulie: Monica Ghiuță, 79 ani actriță română de teatru și film (n. 1940)
- 29 iulie: Traian Ivănescu, 86 ani, fotbalist român (n. 1933)
- 29 iulie: Tuvya Ruebner, 95 ani, poet israelian de limbă ebraică și germană, cercetător, artist fotograf, redactor și traducător (n. 1924)
- 30 iulie: Marcian Bleahu, 95 ani, geolog, speolog, geograf, alpinist, explorator, scriitor și politician român (n. 1924)
- 30 iulie: Florina Cercel (Florina Cercel Perian), 76 ani, actriță română de teatru și film (n. 1943)
- 31 iulie: Harold Prince (Harold „Hal” Smith Prince), 91 ani, producător american și regizor de teatru (n. 1928)

## August
- 1 august: Puși Dinulescu (n. Dumitru Dinulescu), 76 ani, dramaturg, regizor de film, teatru și televiziune, prozator, poet și polemist român (n. 1942)
- 3 august: Cătălina Buzoianu, 81 ani, regizoare română de teatru (n. 1938)
- 3 august: Nicolai Kardașev, 87 ani, astrofizician rus (Supercivilizație), (n. 1932)
- 4 august: Andrea Fraunschiel, 64 ani, politiciană austriacă (n. 1955)
- 5 august: Nicolae Leonăchescu, 85 ani, profesor universitar, doctor inginer în termotehnică și deputat român (n. 1934)
- 5 august: Toni Morrison, 88 ani, autoare, editoare și profesoară universitară americană (n. 1931)
- 7 august: Kary Mullis, 74 ani. biochimist american. laureat al Premiului Nobel (n. 1944)
- 7 august: Fabio Zerpa, 90 ani, actor, parapsiholog și ufolog din Uruguay (n. 1928)
- 8 august: Ernie Colón, 88 ani, artist plastic american, creator de benzi desenate (n. 1931)
- 10 august: Jeffrey Epstein, 66 ani, om de afaceri, miliardar și filantrop american (n. 1953)
- 12 august: Florin Halagian (n. Florin Vaschen Halagian), 80 ani, fotbalist și antrenor român (n. 1939)
- 16 august: Peter Fonda (n. Peter Henry Fonda), 79 ani, actor, scenarist, producător și regizor de film american (n. 1940)
- 18 august: Helmuth Froschauer, 85 ani, dirijor austriac (n. 1933)
- 19 august: Ghenadie Nicu, scriitor și jurnalist român din Republica Moldova (n. 1963)
- 20 august: Teodor Vârgolici, 89 ani, critic literar român (n. 1930)
- 22 august: Vasile Micu, 81 ani, agronom, specialist în genetică aplicată și agroecologie, membru titular al Academiei de Științe a R. Moldova (n. 1938)
- 23 august: Luigi Arialdo Radicati di Brozolo, 99 ani, fizician teoretician italian (n. 1919)
- 29 august: Vasile Parizescu, 93 ani, artist plastic și colecționar de artă român (n. 1925)
- 30 august: Melisa Michaels, 73 ani, scriitoare americană (n. 1946)
- 31 august: Immanuel Wallerstein, 88 ani, politolog, istoriograf și sociolog american (n. 1930)
- 31 august: Zbigniew Zaleski, 72 ani, om politic polonez, membru al Parlamentului European (2004-2009), (n. 1947)

## Septembrie
- 2 septembrie: Gyoji Matsumoto, 85 ani, fotbalist japonez (n. 1934)
- 6 septembrie: Robert Mugabe (n. Robert Gabriel Mugabe), 95 ani, politician zimbabwean, președinte al Republicii Zimbabwe (1987-2017), (n. 1924)
- 7 septembrie: Robert Axelrod, 70 ani, actor american de film și TV (n. 1949)
- 7 septembrie: Sava Dumitrescu, 92 ani, farmacolog român (n. 1927)
- 9 septembrie: Lissy Gröner, 65 ani, om politic german, membru al Parlamentului European (1999–2004), (n. 1954)
- 11 septembrie: Maria Postoico, 69 ani, deputat moldovean în Parlamentul Republicii Moldova (2005–2009), (n. 1950)
- 13 septembrie: György Konrád, 86 ani, eseist, filosof, sociolog și romancier maghiar (n. 1933)
- 18 septembrie: Alexandru Darie, 60 ani, regizor român de teatru (n. 1959)
- 19 septembrie: Irina Bogaciova, 80 ani, cântăreață rusă de operă (n. 1939)
- 19 septembrie: Zine El Abidine Ben Ali, 83 ani, politician tunisian, președinte al Tunisiei (1987–2011), (n. 1936)
- 21 septembrie: Florin Bucescu, 83 ani, etnomuzicolog, bizantinolog și paleograf român (n. 1936)
- 21 septembrie: Dieter Knall, 89 ani, teolog evanghelic-luteran austriac (n. 1930)
- 23 septembrie: Al Alvarez, 90 ani, poet și critic literar englez (n. 1929)
- 25 septembrie: Paul Badura-Skoda, 91 ani, pianist austriac (n. 1927)
- 26 septembrie: Jacques Chirac (n. Jacques René Chirac), 86 ani, politician francez, președinte al Franței (1995–2007), (n. 1932)

## Octombrie
- 1 octombrie: Karel Gott, 80 ani, cântăreț și compozitor ceh (n. 1939)
- 3 octombrie: Alberto Testa, 96 ani, dansator, coregraf, critic de dans și profesor italian (n. 1922)
- 8 octombrie: Corneliu Gheorghiu, 95 ani, pianist și compozitor belgian de origine română (n. 1924)
- 9 octombrie: Loránd Gáspár, 94 ani, scriitor maghiar (n. 1925)
- 9 octombrie: Ion Moraru, 90 ani, scriitor și activist anticomunist din R. Moldova (n. 1929)
- 10 octombrie: Marie-José Nat, 79 ani, actriță franceză de film și TV (n. 1940)
- 11 octombrie: Aleksei Leonov, 85 ani, cosmonaut rus (n. 1934)
- 12 octombrie: Nanni Galli, 79 ani, pilot italian de Formula 1 (n. 1940)
- 13 octombrie: Charles Jencks, 80 ani, arhitect, profesor și scriitor american (n. 1939)
- 14 octombrie: Harold Bloom, 89 ani, teoretician literar american, critic, istoric literar, profesor (n. 1930)
- 15 octombrie: Tamara Buciuceanu, 90 ani, actriță română de film, teatru și TV (n. 1929)
- 16 octombrie: Alexandru Lazăr, 86 ani, actor român și critic de film (n. 1933)
- 17 octombrie: Angelika Werthmann, 55 ani, politiciană austriacă (n. 1963)
- 23 octombrie: Nicolae Urdăreanu, 82 ani, bariton român (n. 1937)
- 24 octombrie: Michael Blumlein, 71 ani, scriitor american (n. 1948)
- 24 octombrie: Iuliana Simonfi, 63 ani, antrenoare română de gimnastică (n. 1956)
- 26 octombrie: Abu Bakr al-Bagdadi, 48 ani, conducător al Statului Islamic din Irak și Levant (n. 1971)
- 27 octombrie: Vladimir Bukovski, 76 ani, disident antisovietic, autor și activist politic (n. 1942)
- 29 octombrie: Mihai Constantinescu, 73 ani, cântăreț român de muzică ușoară (n. 1946)

## Noiembrie
- 2 noiembrie: Leo Iorga, 54 ani, cântăreț profesionist român (n. 1964)
- 2 noiembrie: Marie Laforêt (n. Maïtena Marie Brigitte Douménach), 80 ani, cântăreață și actriță franceză de film (n. 1939)
- 3 noiembrie: Sorin Frunzăverde, 59 ani, politician român (n. 1960)
- 4 noiembrie: Ion Dediu, 85 ani, biolog moldovean, specialist în ecologie din R. Moldova (n. 1934)
- 5 noiembrie: Eleonora Romanescu, 93 ani, artistă plastică din R. Moldova (n. 1926)
- 12 noiembrie: Mitsuhisa Taguchi, 64 ani, fotbalist japonez (n. 1955)
- 14 noiembrie: Petru Ciubotaru, 80 ani, actor român de teatru și film (n. 1939)
- 14 noiembrie: Branko Lustig, 87 ani, actor croat și producător de film (n. 1932)
- 15 noiembrie: Vladimir Hotineanu, 69 ani, medic-chirurg, doctor habilitat în științe medicale și politician din R. Moldova, deputat în Parlamentul R. Moldova (2009–2019), (n. 1950)
- 16 noiembrie: Vojtěch Jasný, 94 ani, regizor și scenarist ceh (n. 1925)
- 16 noiembrie: Bogdan Nicolae Niculescu Duvăz, 69 ani, deputat român (n. 1949)
- 19 noiembrie: Victor Eskenasy (Victor Filip Eskenasy, Victor Moroșan), 69 ani, arheolog român și istoric medievist, ziarist, redactor la Radio Europa Liberă din 1988 (n. 1950)
- 20 noiembrie: Dorel Zugrăvescu, 88 ani, inginer geofizician român (n. 1930)
- 24 noiembrie: Mihail Guboglo, 81 ani, sociolog rus (n. 1938)
- 26 noiembrie: Köbi Kuhn, 76 ani, fotbalist și antrenor elvețian (n. 1943)
- 26 noiembrie: Oana Manolescu, 78 ani, deputat român (n. 1941)
- 29 noiembrie: Yasuhiro Nakasone, 101 ani, om politic japonez, al 45-lea prim-ministru al Japoniei (1982-1987), (n. 1918)
- 30 noiembrie: Mariss Jansons (n. Mariss Ivars Georgs Jansons), 76 ani, dirijor leton (n. 1943)

## Decembrie
- 1 decembrie: Cornel Galeș, 60 ani, impresar român (n. 1959)
- 1 decembrie: Lil Bub, 8 ani, pisică faimoasă, cu o înfățișare unică (n. 2011)
- 2 decembrie: D. C. Fontana (Dorothy Catherine Fontana), 80 ani, scenaristă americană de TV (n. 1939)
- 6 decembrie: Ron Saunders (Ronald Saunders), 87 ani, fotbalist și antrenor englez (n. 1932)
- 8 decembrie: Haralambie Cotarcea, 78 ani, politician român (n. 1941)
- 8 decembrie: Hirokazu Kanazawa, 88 ani, maestru japonez de arte marțiale (n. 1931)
- 8 decembrie: Juice WRLD (n. Jarad Anthony Higgins), 21 ani, rapper american (n.1998)
- 9 decembrie: Marie Fredriksson, 61 ani, cântăreață, cantautoare și pianistă suedeză (n. 1958)
- 10 decembrie: Mia Barbu (n. Maria Barbu), 94 de ani, solistă română (n. 1925)
- 10 decembrie: Ilie Plătică-Vidovici, 68 ani, senator român (n. 1951)
- 12 decembrie: Danny Aiello, 86 ani, actor american de film (n. 1933)
- 14 decembrie: Anna Karina (n. Hanne Karen Blarke Bayer), 79 ani, actriță, regizoare și scenaristă daneză de film (n. 1940)
- 20 decembrie: Roland Matthes, 69 ani, înotător german (n. 1950)
- 21 decembrie: Martin Peters, 76 ani, fotbalist englez, campion mondial (1966) (n. 1943)
- 25 decembrie: Mahmut Gareev, 96 ani, general de armată rus, istoric, și om de științe militare (n. 1923)
- 26 decembrie: Nicolas Estgen, 89 ani, om politic luxemburghez, membru al Parlamentului European (1979–1984) (n. 1930)
- 26 decembrie: Sue Lyon, 73 ani, actriță americană (n. 1946)
- 29 decembrie: Brândușa Zaița-Silvestru, 86 ani, actriță română, fondatoare a Teatrului Țăndărică (n. 1933)
- 30 decembrie: Syd Mead, 86 ani, designer industrial american (n. 1933)